# Kanice, Tỉnh West Pomeranian
Kanice [kaˈnit͡sɛ] (tiếng Đức: Kanitzkamp) là một ngôi làng thuộc khu hành chính của Gmina Ińsko, thuộc hạt Stargard, West Pomeranian Voivodeship, ở phía tây bắc Ba Lan.
Nó nằm khoảng 7 kilômét (4 mi) phía đông bắc Ińsko, 41 km (25 mi) về phía đông bắc của Stargard và 68 km (42 mi) về phía đông của thủ đô khu vực Szczecin.
Làng có dân số 3 người.